# 宮仔

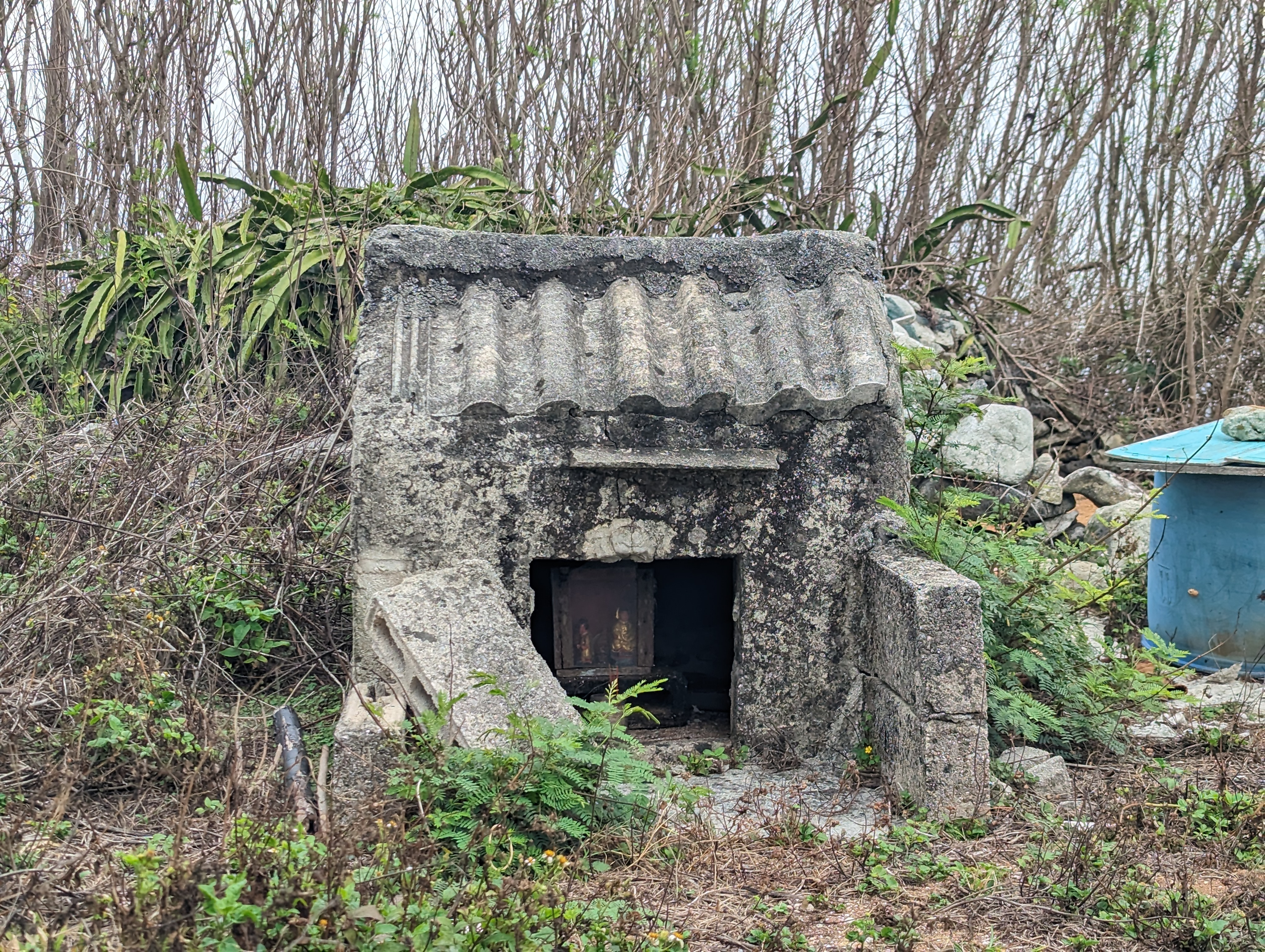
宮仔，攝於望安鄉花嶼村聚落旁的菜宅內。

宮仔，台灣澎湖縣民間信仰之一，以搭建小型建物祭拜小鬼、水流公等，主要分佈於澎湖南海域上的聚落，以望安鄉、七美鄉為主。

## 背景
澎湖早期交通不便，居民生活困苦，身處偏僻貧瘠的外海離島更是如此，又因醫學不發達，多以宗教神靈為生活寄託，民俗信仰與日常生活關係密不可分。澎湖南海諸島（望安鄉本島、花嶼、西嶼坪、東嶼坪、東吉嶼、西吉嶼等）有許多「宮仔」的紀錄，據田野探訪東吉村村民，早期但凡島上發生不吉祥的事，會先請乩童來檢查，只要乩童說何處「不乾淨」，便會在何處興建「宮仔」；有時也不一定是乩童指示，也有地基主、家中神明降示的狀況存在。:74-78
此外，澎湖南海海域不時會漂來水流浮屍或者遺骸（俗稱「水流公」），當地居民也會在宅內、田內、墓地等處設立「宮仔」，將水流公安頓在「宮仔」供奉，避免小鬼打擾，祈求家運順利、身體康健或者嬰孩平安長大。:74-78

## 建物
宮仔的建築形式都十分簡單，其左、右、前、後各一堵牆壁（木板或硓𥑮石簡易堆疊），屋頂為兩面斜坡式（搭瓦片或者水泥鋪設），立面中間開口做門口，裡面供奉神像，整體建物大小約在一平方公尺左右。:74-78

## 祭祀
宮仔祭祀通常在春節、清明、端午、中秋節，供品取牲禮、甜粿，並燒銀紙祭拜；有時家中小孩不好養育，會取米飯在宮仔石牆角旁祈求。:74-78

## 分佈
根據許玉河在〈宮仔：陰陽的溝通與和諧〉一文，提到宮仔大多分佈於澎湖南海海域，在望安鄉、七美鄉尤多，但澎湖本島也有少數紀錄，例如馬公市鐵線里，湖西鄉隘門村、林投村、南寮村等，下列表不少宮仔因離島人口流失，久未修繕，傾圯損壞者便未列入統計：
| 鄉鎮   | 採錄地點           | 採錄數量 | 採錄者                   | 採錄年份       | 來源  |
| ------ | ------------------ | -------- | ------------------------ | -------------- | ----- |
| 望安鄉 | 水垵村             | 3        | 楊博淵                   | 不詳           | [ 1 ] |
| 望安鄉 | 東安村、西安村     | 26       | 吳建興                   | 不詳           | [ 1 ] |
| 望安鄉 | 東嶼坪（東坪村）   | 16       | 許玉河                   | 不詳           | [ 1 ] |
| 望安鄉 | 東吉村（含西吉嶼） | 30       | 許玉河                   | 不詳           | [ 1 ] |
| 望安鄉 | 花嶼（花嶼村）     | 42       | 黃國揚                   | 不詳           | [ 1 ] |
| 望安鄉 | 西嶼坪（西坪村）   | 2        | 張靜宜、 曾國棟、 張鈞傑 | 2017年至2018年 | [ 3 ] |
| 望安鄉 | 東吉村             | 2        | 張靜宜、 曾國棟、 張鈞傑 | 2017年至2018年 | [ 3 ] |

民國44年（1955年），時任澎湖防衛部司令的吉星文，在其日記中曾寫道：「東吉居民勇敢拆除五十餘座小廟。」根據日記中段落推測，此小廟應是「宮仔」，故可推測東吉嶼在1955年以前，曾有多達50座以上的宮仔。